# Tricholomopsis rutilans
Tricholomopsis rutilans (Schaeff.) Singer, Schweiz. Z. Pilzk. 17: 56 (1939).
Il Tricholomopsis rutilans è un fungo commestibile di qualità mediocre appartenente alla famiglia delle Tricholomataceae.

## Descrizione della specie

### Cappello
4–16 cm di diametro; carnoso, convesso, campanulato, poi espanso, spesso umbonato; ricoperto di numerosissime squamette o punteggiature rosso-porporine o violetto-ciclamino, più addensate al centro.

### Lamelle
Colore giallo-uovo, fitte, sottili, annesse.

### Gambo
4-10 x 2,5 cm, giallo, cilindrico; prima pieno poi vuoto, talvolta ricoperto di squamette lanuginose porporine,
soprattutto verso l'apice.

### Carne
Giallo-pallida o crema, compatta.
- Odore: di legno fradicio.
- Sapore: acquoso.

### Spore
Ovoidali, guttulate, bianche in massa, lisce, 6-8 x 4,5-5,2 µm.

## Habitat
Cresce in estate-autunno su ceppaie di conifere, specialmente di pino, abbastanza comune.

## Commestibilità
Mediocre, sconsigliato.
Commestibile di scarso pregio.

## Etimologia
Dal latino rutilans, per il suo colore vivace.

## Sinonimi e binomi obsoleti
- Agaricus rutilans Schaeff., Fungorum qui in Bavaria et Palatinatu circa Ratisbonam nascuntur 4: 51 (1774)
- Agaricus serratis Bolton, Hist. fung. Halifax 1: pl. 14 (1788)
- Agaricus variegatus Scop., Fl. carniol., Edn 2 (Vienna) 2: 434 (1772)
- Agaricus xerampelinus Sowerby, Coloured figures of English Fungi or Mushrooms (London) 1: tab. 31 (1796)
- Gymnopus rutilans (Schaeff.) Gray, A Natural Arrangement of British Plants (London) 1: 605 (1821)
- Tricholoma rutilans (Schaeff.) P. Kumm., Führer Pilzk.: 133 (1871)
- Tricholoma variegatum (Scop.) Fr., Sylloge fungorum (Abellini) 5: 96 (1887)
- Tricholomopsis rutilans var. variegata (Scop.) Bon, Encyclop. Mycol. 36: 291 (1984)
- Tricholomopsis variegata (Scop.) Singer, Annales Mycologici 41: 67 (1943)